# Olallieberry
Olallieberry o ollalaberry és un creuament entre loganberry i youngberry, cadascun dels quals és a la vegada producte d'un creuament entre esbarzer i (raspberry i dewberry, respectivament). El creuament original es va fer des de l'any 1935 per S. J. Harvey a Oregon amb el programa del United States Department of Agriculture (USDA-ARS), se'n va dir "Olallie".